# Thomas Stonor, VII barone Camoys
Ralph Thomas Campion George Sherman Stonor, VII barone Camoys (16 aprile 1940 – 4 gennaio 2023), è stato un banchiere britannico.

## Biografia
È il figlio di Sherman Stonor, VI barone Camoys, e di sua moglie, Mary Jeanne, figlia di Herbert Marmaduke Stourton. Da parte di suo padre, egli è un discendente dei Conti Talbot di Shrewsbury, Nevill di Abergavenny e, attraverso una linea illegittima, dei Duchi di Suffolk. Da parte di sua madre, egli discende da Carlo II d'Inghilterra attraverso la figlia illegittima del monarca, Charlotte Lee, contessa di Lichfield.
Studiò presso l'Eton College e il Balliol College.

### Carriera
La sua carriera iniziò come Direttore Generale della National Provincial Bank nel 1968, e come amministratore delegato della Rothschild Intercontinental Bank nel 1969. Dopo l'acquisto della Rothschild Intercontinental Bank da parte dell'American Express nel 1975, è stato nominato amministratore delegato e Managing Director dell'Amex Bank (1975-1977) e presidente (1977-1978). È stato Managing Director della Barclays Merchant Bank (1978-1984) e vice presidente esecutivo (1984-1986).
Barclays Merchant Bank divenne Barclays de Zoete Wedd (BZW) e Lord Camoys è stato il primo capo dell'esecutivo (1986-1988) e vice presidente (1988-1998). È stato Consigliere della Barclays Bank International (1980-1984) e Barclays Bank (1984-1994).
È stato Presidente della Jacksons di Piccadilly (1968-1985), vice presidente di Sotheby (1993-1997). È stato un direttore della Mercantile Credit Co (1980-1984), dell'Istituto Nazionale della Previdenza (1982-1993), amministratore dello Staff College (1989-2000), 3i Group Plc (1991-2002) e dell'Invesco Perpetual (1994-2000).

### Carriera politica
Dopo la morte di suo padre, divenne il settimo barone Camoys nonché membro della Camera dei lord, l'8 marzo 1976. Era un membro della Comunità Economica Europea (1979-1981), e un membro della Historic Buildings and Monuments Commission for England (1985-1987) e della Royal Commission on Historical Manuscripts (1987-1994).
È stato un Lord in Waiting (1992-1997) della regina e Lord Ciambellano (1998-2000).

### Morte
È morto nel gennaio del 2023.

## Vita privata
Sposò, l'11 giugno 1966, Mary Elizabeth Hyde Parker (3 settembre 1939), figlia di William Hyde Parker. Ebbero quattro figli:
- Alina Mary Stonor (15 maggio 1967), sposò Simon Barrowcliff, ebbero tre figli;
- Emily Mary Julia Stonor (6 ottobre 1969), sposò John Dalrymple, XIV conte di Stair, ebbero due figli;
- Sophie Ulla Stonor (29 settembre 1971), sposò in prime nozze James Alastair Stourton, non ebbero figli, e in seconde nozze Moritz Florian Maria Freiherr von Hirsch, ebbero un figlio;
- Ralph William Robert Thomas Stonor (10 settembre 1974), sposò Lady Ailsa Fiona Mackay, ebbero tre figli.

Visse con la sua famiglia a Stonor Park, a Henley-on-Thames.

## Ascendenza
|                                  |                 |                                         | Genitori                            |  |  | Nonni |  |  | Bisnonni                         |  |  | Trisnonni      |  |
|                                  |                 |                                         |                                     |  |  |       |  |  | Francis Stonor, IV barone Camoys |  |  | Francis Stonor |  |
|                                  |                 |                                         |                                     |  |  |       |  |  | Francis Stonor, IV barone Camoys |  |  | Francis Stonor |  |
|                                  |                 | Eliza Peel                              |                                     |  |  |       |  |  | Francis Stonor, IV barone Camoys |  |  |                |  |
| Ralph Stonor, V barone Camoys    |                 |                                         |                                     |  |  |       |  |  | Francis Stonor, IV barone Camoys |  |  |                |  |
|                                  |                 | Jessica Philippa Carew                  | Robert Russell Carew                |  |  |       |  |  |                                  |  |  |                |  |
|                                  |                 | Jessica Philippa Carew                  | Robert Russell Carew                |  |  |       |  |  |                                  |  |  |                |  |
|                                  |                 | Jessica Philippa Carew                  | Jessie King Lade                    |  |  |       |  |  |                                  |  |  |                |  |
| Sherman Stonor, VI barone Camoys |                 | Jessica Philippa Carew                  |                                     |  |  |       |  |  |                                  |  |  |                |  |
|                                  |                 | William Watts Sherman                   | Watts Sherman                       |  |  |       |  |  |                                  |  |  |                |  |
|                                  |                 | William Watts Sherman                   | Watts Sherman                       |  |  |       |  |  |                                  |  |  |                |  |
|                                  |                 | William Watts Sherman                   | Sarah Maria Gibson                  |  |  |       |  |  |                                  |  |  |                |  |
| Mildred Sherman                  |                 | William Watts Sherman                   |                                     |  |  |       |  |  |                                  |  |  |                |  |
|                                  |                 | Sophia Augusta Brown                    | John Brown                          |  |  |       |  |  |                                  |  |  |                |  |
|                                  |                 | Sophia Augusta Brown                    | John Brown                          |  |  |       |  |  |                                  |  |  |                |  |
|                                  |                 | Sophia Augusta Brown                    | Sophia Augusta Brown                |  |  |       |  |  |                                  |  |  |                |  |
| Thomas Stonor, VII barone Camoys |                 | Sophia Augusta Brown                    |                                     |  |  |       |  |  |                                  |  |  |                |  |
|                                  | Albert Stourton | Charles Stourton, XIX barone Stourton   |                                     |  |  |       |  |  |                                  |  |  |                |  |
|                                  | Albert Stourton | Charles Stourton, XIX barone Stourton   |                                     |  |  |       |  |  |                                  |  |  |                |  |
|                                  | Albert Stourton | Mary Lucy Clifford                      |                                     |  |  |       |  |  |                                  |  |  |                |  |
| Herbert Stourton                 | Albert Stourton |                                         |                                     |  |  |       |  |  |                                  |  |  |                |  |
|                                  |                 | Elizabeth Throckmorton                  | Robert Throckmorton, VIII baronetto |  |  |       |  |  |                                  |  |  |                |  |
|                                  |                 | Elizabeth Throckmorton                  | Robert Throckmorton, VIII baronetto |  |  |       |  |  |                                  |  |  |                |  |
|                                  |                 | Elizabeth Throckmorton                  | Elizabeth Acton                     |  |  |       |  |  |                                  |  |  |                |  |
| Jeanne Stonor                    |                 | Elizabeth Throckmorton                  |                                     |  |  |       |  |  |                                  |  |  |                |  |
|                                  |                 | Thomas Southwell, IV visconte Southwell | Arthur Francis Southwell            |  |  |       |  |  |                                  |  |  |                |  |
|                                  |                 | Thomas Southwell, IV visconte Southwell | Arthur Francis Southwell            |  |  |       |  |  |                                  |  |  |                |  |
|                                  |                 | Thomas Southwell, IV visconte Southwell | Mary Anne Agnes Dillon              |  |  |       |  |  |                                  |  |  |                |  |
| Frances Southwell                |                 | Thomas Southwell, IV visconte Southwell |                                     |  |  |       |  |  |                                  |  |  |                |  |
|                                  |                 | Charlotte Mostyn                        | Pyers Mostyn, VIII baronetto        |  |  |       |  |  |                                  |  |  |                |  |
|                                  |                 | Charlotte Mostyn                        | Pyers Mostyn, VIII baronetto        |  |  |       |  |  |                                  |  |  |                |  |
|                                  |                 | Charlotte Mostyn                        | Frances Fraser                      |  |  |       |  |  |                                  |  |  |                |  |
|                                  |                 | Charlotte Mostyn                        |                                     |  |  |       |  |  |                                  |  |  |                |  |